# Catedral del Espíritu Santo (Santiago de Chile)
La Iglesia Catedral del Espíritu Santo de Santiago, también conocida como "Catedral de Macul" (por su ubicación), es una iglesia protestante evangélica ubicada en la comuna de Macul, en Santiago de Chile, Chile, dirigida y fundada en 1983 por el Pastor Christian Casanova Del Solar.

## Historia
La Iglesia del Espíritu Santo surge a principios de los años 60 del siglo XX en Estados Unidos. Es heredera de movimiento pentecostal también originado en Estados Unidos seis décadas antes en San José, California. Por eso la Renovación Cristiana Protestante es también conocida como neo-pentecostalismo.
Fue el ministro luterano Harald Bredesen, quien en 1962, comenzó a emplear el término "carismático" para describir lo que estaba ocurriendo en las iglesias protestantes históricas, las más tradicionales. Confrontado con el término neo-pentecostal, habló de una "renovación cristiana en las iglesias históricas".
Luego, en el año 1967, en la Universidad de Duquesne, Pittsburg, Estados Unidos, un grupo de estudiantes y profesores, después de meses de oración pidiendo el tener una experiencia de Pentecostés, vieron realizados sus sueños. Al igual que en los tiempos del primer Pentecostés, éste se propagó rápidamente y desde Duquesne pasó a la Universidad de Notre Dame y de ésta a la Universidad Estatal de Míchigan, en Ann Arbor.
El movimiento carismático arribó a América Latina a principios de los años 70, y aunque muchas veces el concepto de "Renovación Cristiana" ha sido reservado casi exclusivamente para las incursiones de este movimiento al seno de la Iglesia católica, donde ha sido llamado "Renovación Carismática Católica", lo correcto es hablar de Renovación Carismática en la Iglesia Católica, Anglicana, Luterana, etc. Ya que este movimiento del Espíritu Santo no es exclusividad de ninguna religión ni denominación. Nació de un ministro Protestante y luego se extendió a todo tipo de comunidades cristianas.
Además, es necesario indicar que si bien en la Iglesia católica no es un movimiento eclesial institucionalizado, en varios países de Europa, por el contrario, la Renovación Carismática Protestante aparece como un movimiento institucionalizado, ligado a ciertas comunidades religiosas de fundación reciente.
Es así como en 1983, Juan Christian Casanova Del Solar, después de terminar su seminario teológico en Las Asambleas de Dios de Chile en el año 1980 y dirigir varios movimientos cristianos universitarios en América Latina, se dirigió al, entonces, "Teatro Macul" en Santiago de Chile con el deseo de levantar una iglesia, la cual abriría sus puertas en su primer servicio celebrado el 20 de agosto de 1983.
A lo largo de los años, la estructura de la iglesia fundada en 1983 ha ido crecido en las llamadas "Iglesias Hogares" en la ciudad de Santiago, las cuales son un grupo integrado por diez a veinte personas, que se reúnen semanalmente en la misma casa, el mismo día y a la misma hora para estudiar la Biblia. La iglesia que comenzó como un movimiento universitario, se convirtió paulatinamente en la iglesia Catedral del Espíritu Santo. Hoy, esta "Catedral", ubicada en el antiguo "Teatro Macul" se asemeja a un Campus Universitario con un Templo Central, una serie de dependencias internas y un parque para el esparcimiento y actividades de los miembros de la iglesia.

## Pastor principal
Juan Christian Casanova del Solar, su fundador, nació en Santiago de Chile el 23 de noviembre de 1953 y fue ordenado como Ministro Protestante el 20 de octubre de 1985 por la Comunión Internacional de Iglesias Carismáticas en la Cathedral of The Holy Spirit, Chapel Hill Harvester Church (Atlanta, Georgia, USA). En la actualidad dirige la Iglesia como Pastor Principal, así también se desempeña fuera de ella como orador y conferencista. Es también escritor con varios títulos publicados.
Siendo un estudiante de 22 años, ateo declarado y perteneciente a una acomodada familia de Santiago, se adhirió apasionadamente a las causas políticas revolucionarias del momento, en donde vivió una experiencia personal la cual marcó su vida futura, y donde expresó: “Dios me mostró claramente cómo invertir mi vida, comenzando con las universidades”[cita requerida]. Es por ello, que de esta incansable búsqueda de la "voluntad divina", Christian Casanova fue fundador de movimientos como "El Movimiento Evangélico Revolucionario", "El Movimiento Cristiano Teocrático", "El Movimiento Cristianos por la Vida", “El Movimiento Gente de Fe”, “El Movimiento Jesús Joven”, entre otros, los cuales derivaron finalmente en la conformación de la Iglesia Catedral del Espíritu Santo en 1983.
En el campo académico, también, en el año 1983 obtuvo el título de Ingeniero Civil en la Universidad de Santiago de Chile. Años más tarde, a finales de 2003, obtiene el Grado de Magíster en Filosofía mención Metafísica, en la Universidad de Chile, siendo el estudiante con mejor promedio general de su generación (6.8 puntos de 7) y graduándose con máxima distinción. Posteriormente en el año 2012 obtiene el título de doctor en Filosofía, con la distinción magna cum laude, en la Universidad Internacional de Bircham.